# Flavius Sosipater Charisius
Flavius Sosipater Charisius (kurz Charisius) war ein römischer Grammatiker des 4. Jahrhunderts. Seine Ars grammatica, eine lateinische Grammatik in fünf Büchern, wurde vermutlich unter Kaiser Julian, also zwischen 361 und 363 veröffentlicht.
Charisius wandte sich mit seinem Werk an ein Publikum, dessen Muttersprache nicht das Lateinische war, und bediente insofern ein Bedürfnis, das in erster Linie im griechischsprachigen Osten des Reiches bestand. Auch sein Sohn war griechischer Muttersprachler.
Seine Grammatik hat einen ausgesprochen kompilatorischen Charakter: Weite Teile bestehen aus Exzerpten aus älteren Lehrwerken. Zu den Hauptquellen zählen die Grammatiker Cominianus und Quintus Remmius Palaemon (wobei nicht gesagt ist, dass Charisius Palaemons Werk direkt benutzt hat). Daneben werden zahlreiche weitere grammatische Werke wie Iulius Romanus zitiert, so dass es mit seiner Hilfe bis zu einem gewissen Grade möglich ist, ältere Stufen in der Entwicklung der lateinischen Grammatik zu rekonstruieren. Daher wurde Charisius (wie auch sein Zeitgenosse Diomedes) in der Frühen Neuzeit außerordentlich geschätzt.

## Textausgaben und Übersetzungen
- Dirk Marie Schenkeveld (Hrsg.): A Rhetorical Grammar. C. Iulius Romanus - Introduction to the Liber de Adverbio as Incorporated in Charisius' Ars grammatica II.13. Leiden/Boston 2004 (mit Übersetzung und Kommentar)